# Лаеквере (волость)
Лаеквере (ест. Laekvere vald) — волость в Естонії, у складі повіту Ляяне-Вірумаа. Волосна адміністрація розташована в селищі Лаеквере.

## Розташування
Площа волості — 352.42 км², чисельність населення станом на 1 січня 2006 року становить 1837 чоловік.
Адміністративний центр волості — сільське селище (ест. alevik) Лаеквере. Крім того, на території волості знаходяться ще 18 сіл: Алеквере (Alekvere), Аруксе (Arukse), Іліствере (Ilistvere), Каасіксааре (Kaasiksaare), Келлавере (Kellavere), Луусіка (Luusika), Моора (Moora), Мууга (Muuga), Паасвере (Paasvere), Паду (Padu), Рахкла (Rahkla), Райакюла (Rajaküla), Роху (Rohu), Салутагусе (Salutaguse), Сіревере (Sirevere), Соотагусе (Sootaguse), Вассівере (Vassivere), Вехевере (Venevere).